# Elvira Cortajarena
María Elvira Cortajarena Iturrioz (Pasajes, 17 de mayo de 1947) es una política española. Fue Delegada del Gobierno Vasco en Argentina, Brasil, Paraguay y Uruguay y  miembro del PSE-EE.
Fue diputada en las legislaturas VI, VII, VIII y IX. Diplomada Universitaria en Trabajo Social y en Relaciones Laborales. Estudios de Derecho. Funcionaria del Ministerio de Trabajo y Asuntos Sociales. Miembro de la Gestora Municipal de Zumárraga (2002-2003). Fue Concejal del Ayuntamiento de Anzuola desde 2003 hasta 2009. Entre 2009 y 2013 fue Delegada del Gobierno Vasco en Argentina, Brasil, Paraguay y Uruguay. 

## Actividad profesional
- Vicepresidenta Primera de la Comisión de Trabajo y Asuntos Sociales
- Vocal de la Comisión de Administraciones Públicas
- Vocal de la Comisión no perm. de seguimiento y evaluación acuerdos Pacto de Toledo
- Vocal de la Comisión no perm. para las políticas integrales de la discapacidad
- Ponente de la Ponencia Proy.L.igualdad oportunidades personas con discapac. (121/74)
- Miembro Titular de la Delegación española en la Asamblea Parlamentaria del Consejo de Europa
- Presidenta de la Delegación española en la Asamblea de la Unión Europea Occidental
- Delegada del Gobierno Vasco en Argentina, Brasil, Paraguay y Uruguay.